# Piet Somers
Pour les articles homonymes, voir Somers.
Petrus (Piet) Somers, né le 7 novembre 1880 à Anvers et y décédé le 7 avril 1935 fut un homme politique belge socialiste.
Sans diplôme d'études, tailleur à ses 12 ans, typographe à ses 16 ans, puis nettoyeur de fusils, Somers fut propagandiste syndicaliste. 
Il fut élu conseiller communal (1921-1935) et échevin du Port, des Travaux publics et de la Santé publique d'Anvers;  sénateur  (1932-1933)  de l'arrondissement d'Anvers, il laisse sa place à Edouard Van Eyndonck.

## Sources
- Bio sur ODIS